# 埃尔塞罗德亚恩德瓦洛
埃尔塞罗德亚恩德瓦洛，是西班牙安达卢西亚自治区韦尔瓦省的一个市镇。总面积286平方公里，总人口2726人（2001年），人口密度10人/平方公里。